# Then You Look at Me
Then You Look at Me è una canzone tratta dalla raccolta All the Way... A Decade of Song della cantante canadese Céline Dion. Il brano, scritto dagli autori di My Heart Will Go On, James Horner e Will Jennings, fu utilizzato come tema della colonna sonora del film L'uomo bicentenario, uscito nelle sale nel 1999. Destinato ad essere pubblicato come singolo promozionale, non fu rilasciato né per le radio né per il mercato discografico.

## Antefatti e contenuti
L'uomo bicentenario, film uscito il 17 dicembre 1999 negli Stati Uniti e interpretato da Robin Williams, fu un flop, e a causa di ciò Then You Look at Me, brano destinato a diventare un singolo promozionale, non fu più rilasciato sul mercato discografico e nelle radio. Altra motivazione per il quale il brano non fu pubblicato fu That's the Way It Is, singolo che divenne una hit globale e che era presente ancora in tutte le classifiche del mondo, tanto da poter oscurare un possibile singolo successivo. Tuttavia Then You Look at Me fu inclusa come traccia lato B nei singoli Live (for the One I Love), The First Time Ever I Saw Your Face e I Want You to Need Me.
La canzone fu inclusa anche nell'album della colonna sonora del film, ma in versione più lunga e leggermente modificata e prodotta da James Horner e Simon Franglen. La versione inserita nel greatest hits della Dion invece fu co-prodotta da David Foster, Horner e Franglen e differisce negli arrangiamenti e nell'interpretazione.

## Videoclip musicale
Nonostante non fu più pubblicato come singolo, per Then You Look at Me fu realizzato un videoclip musicale diretto da Bille Woodruff e pubblicato alla fine del 1999. Nel videoclip Céline appare in abiti futuristici all'interno di un laboratorio di ricerca per robot dove si possono vedere anche delle scene tratte dal film e riprodotte su degli schermi.
Il videoclip è stato pubblicato sulla raccolta DVD All the Way... A Decade of Song & Video pubblicata dalla Dion nel 2001.

## Recensioni da parte della critica
Michael Paoletta di Billboard in una recensione di All the Way... A Decade of Song mise in evidenza il brano Then You Look at Me, definendolo "un inno che innalza il tetto tipicamente della Dion per incitare i fan." Stephen Thomas Erlewine di AllMusic affermò:"questa canzone non è male, non è particolarmente memorabile", rispetto ad altri successi della Dion.

## Formati e tracce
CD Singolo Promo (Cile) (Epic: CS 2172)
1. Then You Look at Me (Tema extraido del álbum ALL THE WAY... A Decade Of Song) – 4:08 (testo: Will Jennings – musica: James Horner)
2. Then You Look at Me (Tema extraido de la banda sonora de EL HOMBRE BICENTENARIO) – 4:20 (testo: Jennings – musica: Horner)